# Philipp (Hohenlohe-Neuenstein)

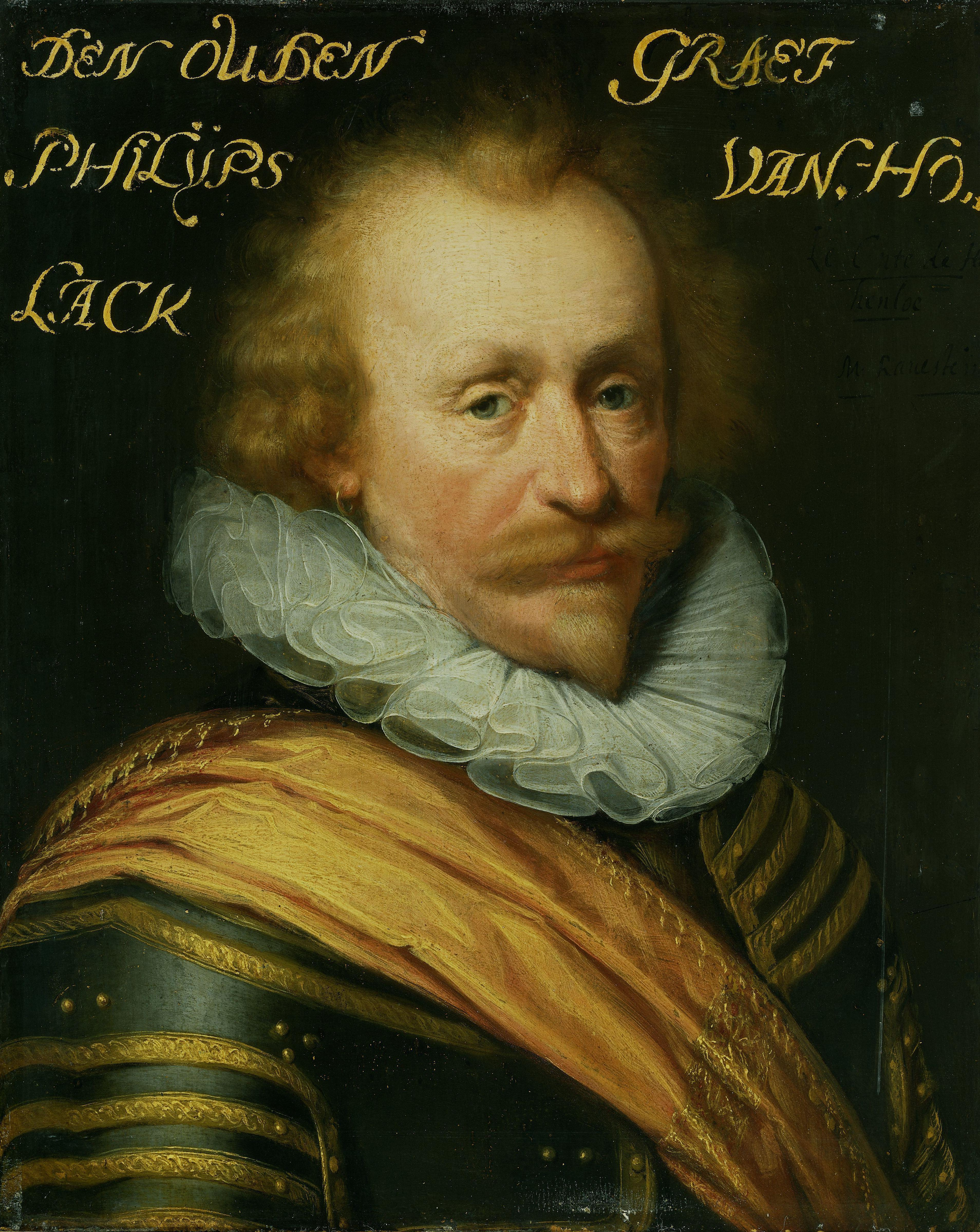
Philipp Graf zu Hohenlohe-Neuenstein-Langenburg

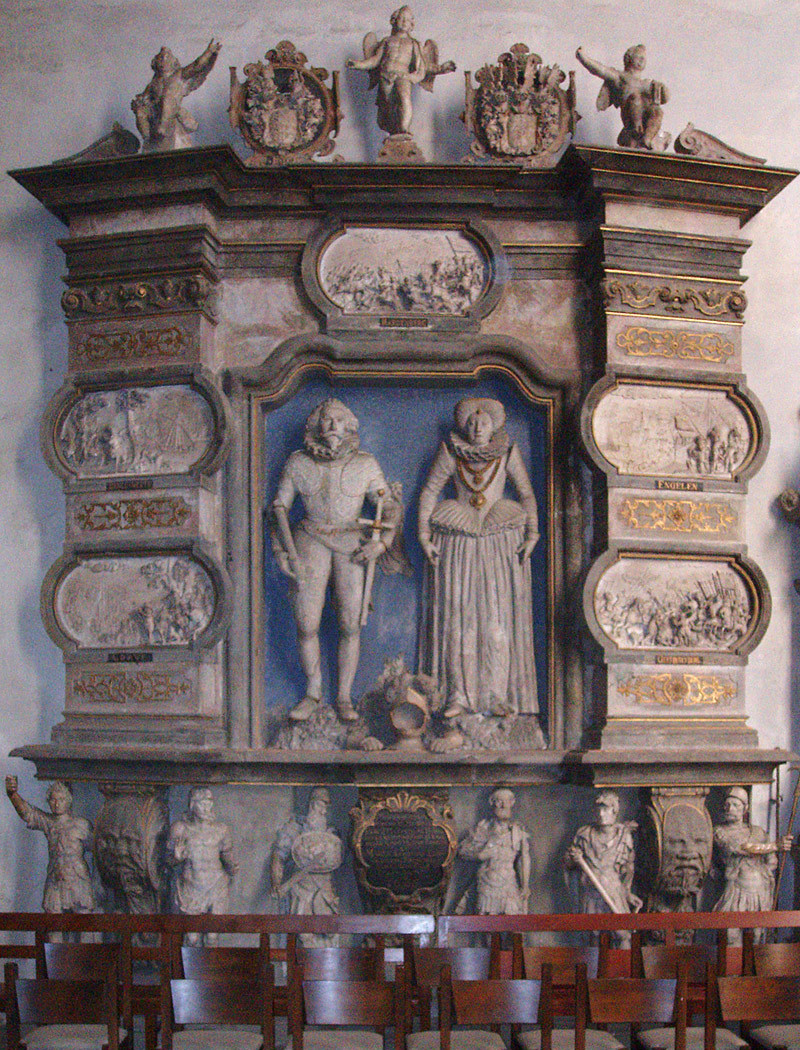
Philipp und seine Frau Maria, Epitaph in der Stiftskirche Öhringen

Philipp von Hohenlohe (* 17. Februar 1550 in Weikersheim; † 6. März 1606 in IJsselstein) war Graf zu Hohenlohe-Neuenstein, manchmal auch als Freiherr zu Langenburg bezeichnet, und kämpfte als General auf Seiten der Aufständischen im Spanisch-Niederländischen Krieg.

## Abstammung
Graf Philipp von Hohenlohe war der Sohn des Grafen Ludwig Casimir von Hohenlohe-Neuenstein (1517–1568) und der Gräfin Anna zu Solms-Lich (1522–1594). 

## Leben
Während seiner Kindheit und Jugend wurde Graf Philipp mit seinen Brüdern durch den evangelischen Pfarrer Gallus Hartmann in Neuenstein unterrichtet. Von 1561 bis 1663 hielt er sich für Studien an der Hochschule in Straßburg und von 1566 bis 1568 an der Universität in Tübingen auf.
Im Jahre 1575 stattete er auf eigene Kosten eine Schar von 127 deutschen Reitern aus und ritt mit diesen in die Niederlande, um den Freiheitskampf der protestantischen Aufständischen des Prinzen Wilhelm von Oranien zu unterstützen. Seine Reiter waren der Kern zweier Kompanien, die er durch weitere Anwerbungen in den Niederlanden in den Kampf führte. Der Prinz von Oranien setzte ihn zur Verteidigung der Südgrenze gegen Brabant ein. Dabei gelangen mehrere Unternehmungen gegen die Spanier, insbesondere die Eroberung von Geertruidenberg, Den Bosch und Breda. Rasch stieg Hohenlohe zum Oberst und zum Generalleutnant auf. Nach dem Übertritt des Grafen von Rennenberg von den Aufständischen zu den Spaniern wandte sich Philipp von Hohenlohe zu dessen Bekämpfung nach Norden. 1579 warf er einen Aufstand der Bauern in Drenthe nieder und musste 1580 eine Niederlage gegen den für die Spanier kämpfenden Oberst Martin Schenk von Nideggen hinnehmen. Dadurch gelang es nicht, die Belagerung Groningens fortzuführen, so dass die Stadt im Norden für die nächste Dekade fest in spanischer Hand blieb. Die kommenden vier Jahre bis zum gewaltsamen Tod des Prinzen Wilhelm von Oranien 1584 schleppten sich mit zahlreichen Scharmützeln hin, die von wechselndem Erfolg geprägt waren und sich in den Nord- und Ostprovinzen zutrugen. Durch den Tod des Prinzen von Oranien fiel Hohenlohe die Rolle eines Mentors für den jungen Nachfolger Moritz von Oranien zu. 1585 trat Graf Leicester mit englischen Truppen in den Kampf gegen Spanien zur Unterstützung der rebellischen Provinzen ein. Leicester wurde von den Generalstaaten zum Generalgouverneur ernannt und geriet alsbald in heftigen Konflikt mit Philipp von Hohenlohe. Graf Leicester nannte Hohenlohe, um den sich noch die alten Parteigänger des Prinzen von Oranien scharten, abfällig „Hollock“. In den folgenden Jahren geriet Hohenlohe nicht zuletzt auch wegen privater Zerwürfnisse mit Moritz von Oranien zunehmend ins politische Abseits. Da Hohenlohe seit 1582 darum bemüht war, die ältere Halbschwester von Prinz Moritz zu heiraten, sah dieser darin den Versuch, um einen großen Teil seines Erbes gebracht zu werden. Moritz von Oranien, der schließlich doch seit 1595 Hohenlohes Schwager geworden war, band Graf Philipp zum letzten Mal 1599 aktiv ins Kampfgeschehen ein. Zur weiteren Unterstützung der Sache der Aufständischen konnte Philipp von Hohenlohe seinen Neffen Philipp Ernst gewinnen, der ebenfalls zeitweilig zum Kampf in die Niederlande zog.

## Herrschaft
Ab 1568 regierte Graf Philipp gemeinsam mit seinen Brüdern Albrecht (1543–1575), Wolfgang (1546–1610) und Friedrich (1553–1590) das Erbe des Vaters. Erst 1586 regelten die drei verbliebenen Brüder eine Erbteilung in der Weise, dass Graf Philipp Hohenlohe-Neuenstein zufiel, Graf Wolfgang II. Hohenlohe-Weikersheim und Graf Friedrich Hohenlohe-Langenburg mit Kirchberg. Mit dem Tod von Graf Friedrich 1590 fiel Hohenlohe-Kirchberg an Graf Philipp und Hohenlohe-Langenburg an seinen Bruder, den Grafen Wolfgang II.

## Familie
Graf Philipp heiratete 1595 Prinzessin Maria von Oranien-Nassau (1556–1616), die Tochter Wilhelms von Oranien mit Anna von Egmond. Aus der Ehe von Graf Philipp mit Maria ging nur ein früh verstorbener Sohn hervor. Nach seinem Tod ließ Maria ihren Mann in die Stiftskirche Öhringen überführen, wo er am 5. November 1606 beigesetzt wurde.